# Бердичів-Житомирський
Бердичів-Житомирський — проміжна залізнична станція Козятинської дирекції Південно-Західної залізниці лінії Бердичів — Житомир. Розташована у північній частині міста Бердичів.
Розташована між станціями Бердичів (відстань 3 км) та Рея (13 км).
На станції діє невеликий вокзал з місцями для сидіння та туалет.

## Історія
Лінія Бердичів — Житомир була прокладена 1896 року. Того ж року на лінії виникла станція Бердичів-Житомирський. 1915 року лінію було перешито з вузької колії на широку.

## Розклад
- Розклад руху приміських поїздів;
- ст. Бердичев-Житомирский